# Strona wojująca
Uzasadnienie: dubel opisujący to samo zagadnienie
Strona wojująca (ang. belligerent; od łac. bellum gerere – toczyć wojnę) – państwo lub podmiot niebędący państwem, uczestniczący w wojnie lub konflikcie zbrojnym. Formalne stosowanie nie musi oznaczać, że strona wojująca jest agresorem. W prawie międzynarodowym i w relacjach międzypaństwowych neutralność jest przeciwieństwem statusu strony wojującej. Definicja prawa międzynarodowego dotycząca stron wojujących jest jednoznaczna i określona według rozdziału I art. 1-3 Konwencji haskiej IV z 1907 r. Wynika z niej, że fakt uznania przeciwnika za stronę wojującą rozciąga na jego żołnierzy ochronę prawną, taką jaka przysługuje członkom sił zbrojnych uznanych państw, mające zastosowanie przy statusie jeńców wojennych, a nie pochwyconych z bronią w ręku bandytów, terrorystów itd. Szczególne stosowanie w wypadku wojen antypartyzanckich lub tłumienia powstań. Rzadkim przypadkiem uznania walczących wojsk za posiadające prawa strony wojującej, bez jednoczesnego uznania istnienia państwa, w którego imieniu wojska te toczą walkę, była wojna polsko-ukraińska w latach 1918–1919. Polska uznawała Armię Halicką, siły zbrojne Zachodnioukraińskiej Republiki Ludowej, za stronę wojującą, jednocześnie nie uznając jej państwowości.